# Kljunorošci
Kljunorošci (lat. Bucerotidae) su porodica ptica iz reda Bucerotiformes, nekada klasificirane u red modrivrana iz kojih su izdojene zajedno s porodicom Bucorvidae. Po građi tijela i izgledu su slični tukanima, ali su nesrodni. Ta sličnost se može pripisati konvergentnoj evoluciji. Po Sibley-Ahlquistovoj taksonomiji kljunorošci se svrstavaju u zaseban red Bucerotiformes. 

## Opis
Ove ptice su jedine ptice na svijetu kojima su prva dva vratna pršljena  (axis i atlas) spojena, vjerojatno zbog vrlo velikog kljuna karakterističnog za ovu porodicu. Dugačak je i zakrivljen nadolje, a vrhovi vilica se spajaju točno pa tako formiraju "kliješta". Unutarnji oštri rubovi nazubljeni. Mnoge vrste na kljunu imaju kacigu koja je u svom najjednostavnijem obliku samo greben, a kod ostalih se razvila u posebnu strukturu koja može biti raznih oblika. Ponekada je čak i veća od samog kljuna. Kod mladih jedinki je ova kaciga uvijek djelomično razvijena, a kod odraslih mužjaka je veća i potpunija nego kod ženki. Kod svih vrsta osim jedne se kaciga sastoji od tanke navlake keratina i unutarnjih koštanih podupirača. Oglašavaju se nazalno prostim kvocanjem, zviždanjem, hukanjem, brujanjem ili piskavim vrištanjem, pa je moguće da kaciga ima ulogu i u oglašavanju.
Mogu narasti od 30 do 160 cm, zajedno s izduženim središnjim repnim perima kod šljemastog kljunorošca. Mogu težiti od 85 g do 4,5 kg i imati raspon krila od 1,8 m. Mužjak je 10% veći od ženke i ima 15-20% duži kljun. Perje je crne, bijele, sive ili smeđe boje, a kljunorošci često imaju kombinacije ovih boja. Goli dijelovi na licu, vratu i oko očiju često su jarko obojeni. 
Hrane se voćem, bubama, a dvije vrste su mesojedi.

## Razmnožavanje
Kljunorošci postaju spolno zreli između prve i šeste godine života. Teritorije oko gnijezda, koje mogu biti veličine od 10 ha do 100 km kvadratnih, brane oglašavanjem. Većina ih je monogamna. Gnijezda su prirodne šupljine u drveću ali i na zemljanim i stjenovitim odsjecima. Kod svih vrsta, osim dvije vrste koje žive na tlu, ženka zatvara ulaz u rupu i ostavlja samo uski prorez da bi joj mužjak mogao dodavati hranu. Ostatke hrane i otpatke izbacuju kroz istu rupu. Ženke većih vrsta nesu 1-2 jajeta, a kod većih do 8. Inkubacija traje 25 – 40 dana, a mladunci ostaju u gnijezdu 45 – 86 dana. Nakon što se mladi izlegu, ženka probija zid, a kod nekih vrsta roditelji ponovo zagrade ptiće unutra.

## Rasprostranjenost
Nastanjuju podsaharsku Afriku, Arapski poluotok, Pakistan, Indiju, jugoistočnu Aziju i otoke istočno od Nove Gvineje. Staništa su im šume i savane. Postoji 57 vrsta u 14 rodova. Dvije filipinske vrste su kritično ugrožene, sedam drugih vrsta je ugroženo.

## Galerija
- Kritično ugrožena vrsta Aceros waldeni u letu.
- Ženka velikog kljunorošca
- Bucorvus leadbeateri, vrsta kljunorošca koji živi na tlu.
- Aceros cassidix, vrsta jarkih boja.

## Drugi projekti
|  | Zajednički poslužitelj ima još gradiva o temi kljunorošci |
|  | Wikivrste imaju podatke o taksonu kljunorošcima           |